# Astro de cinema
Um astro de cinema ou estrela cinematográfica é uma celebridade particularmente conhecida ou famosa por ter estrelado papeis de destaque em filmes. O termo também pode ser usado para se referir a um ator ou atriz reconhecido como um produto vendável, cujo nome é utilizado para promover um filme em trailers e posters. Os atores mais conhecidos, importantes ou bem-sucedidos são por vezes chamados de superstars por escritores e jornalistas do gênero.
A partir das décadas de 1980 e 1990 as companhias de entretenimento passaram a se utilizar dos astros de cinema para uma série de táticas publicitárias, que incluía press-releases, premières de filmes e atividades comunitárias; estes esforços promocionais têm como alvo e intenção utilizar-se da pesquisa de mercado para aumentar a previsibilidade do sucesso de suas atividades de mídia. Em determinados casos os agentes publicitários podem até mesmo criar "anúncios provocantes" ou lançar declarações públicas polêmicas para desencadear alguma controvérsia e gerar assim alguma cobertura grátis nos meios de comunicação.
Os estúdios de cinema costumam empregar seus astros sob contratos de longa duração, e desenvolveram um sistema de avaliação (o star system) como um meio de promover e vender seus filmes. "Star vehicles" ("veículos [para o] astro") são obras filmadas para mostrar alguns dos astros mais populares dos estúdios, e seus talentos particulares.